# Develstein (flatgebouw)

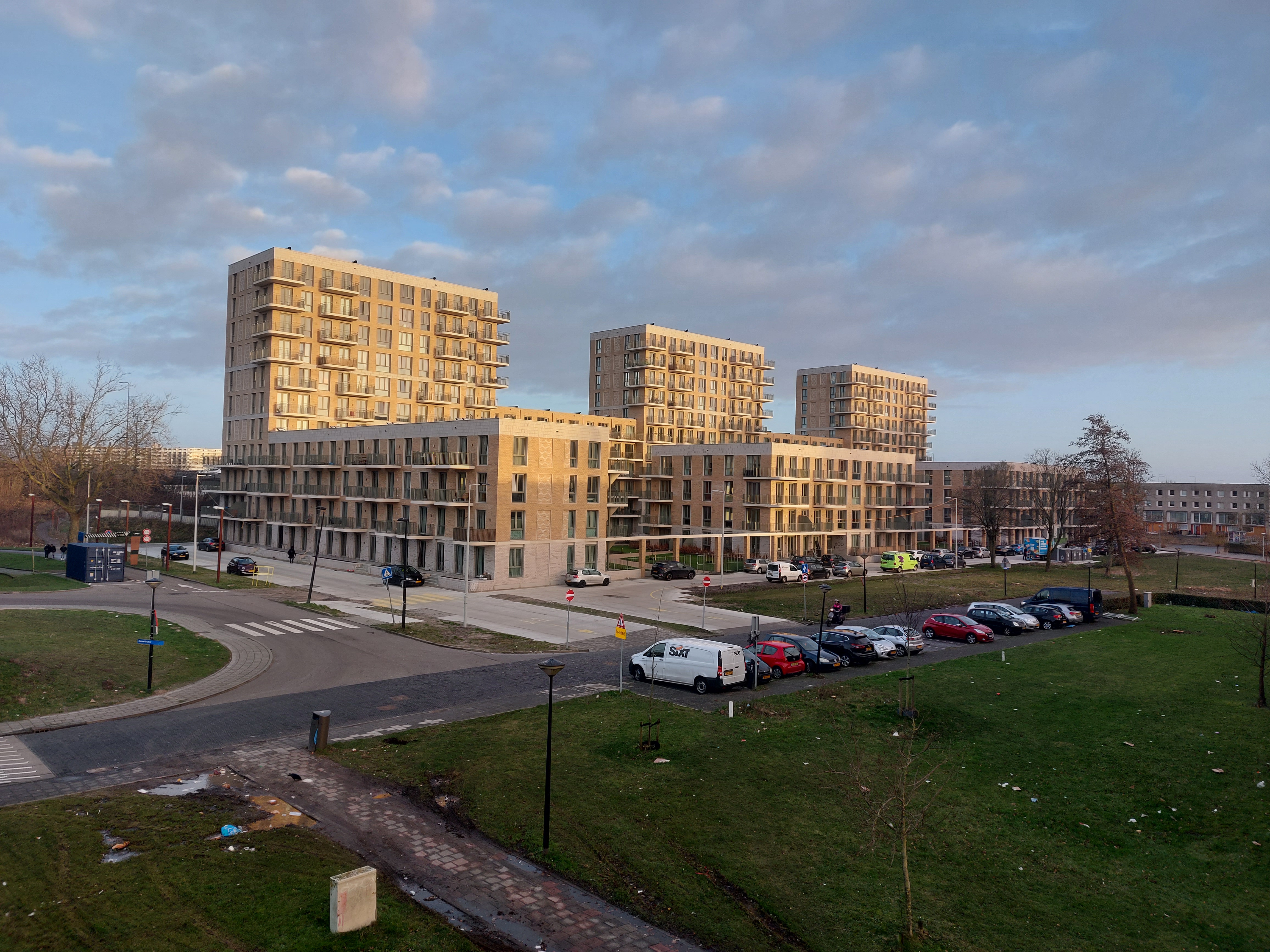
Develstein flatgebouw

Develstein was een flatgebouw in Amsterdam Zuidoost vernoemd naar een voormalig kasteel in Zwijndrecht.

## Geschiedenis
Develstein werd begin jaren 70 opgeleverd als een van de honingraatvormige flats in de F-D buurt. Net als Dennenrode was het uit een stuk bestaande Develstein aan een F-flat (Florijn) gekoppeld, en met de hotelnummers 1-929 was het de kleinste van de D-flats. Grote verschillen met de F-flats waren de roze gevels bovenop portiek 1/A, de dubbele liften in de portieken (verdeeld over de even en oneven verdiepingen), de afwijkende toegang tot de achtertrapportalen en een ander type parkeergarage. Deze appartementen hebben groottes tussen 53 en 73 vierkante meter en zijn voorzien van een balkon of terras. De huurprijzen liggen tussen € 960 en € 1.163 per maand, exclusief servicekosten.
In de jaren 80 en 90 werd Develstein geschilderd en voorzien van afsluitbare deuren. Na de vliegramp van 4 oktober 1992 besloot men om de Bijlmermeer ingrijpend te veranderen; en dat hield in dat veel flats moesten wijken voor laagbouw. Develstein bleef tot 2008 gespaard; het voorstuk leek de dans te ontspringen maar werd in 2010 alsnog gesloopt, net als dat van Dennenrode waardoor alleen Daalwijk nog over is als D-flat. In 2012 werden er studentenwoningen gebouwd naar het voorbeeld van Bajesdorp. De parkeergarage werd omgebouwd tot foodplaza (World of Food). In 2020 werden de plannen gepresenteerd voor Nieuw-Develstein.